# Lygiohypotyphla saegeri
Lygiohypotyphla saegeri är en tvåvingeart som beskrevs av Vanschuytbroeck 1963. Lygiohypotyphla saegeri ingår i släktet Lygiohypotyphla och familjen Pyrgotidae.
Artens utbredningsområde är Kongo. Inga underarter finns listade i Catalogue of Life.